# Hamilton (Ontario)
Pour les articles homonymes, voir Hamilton.
Hamilton est une ville canadienne située dans la province de l'Ontario. Selon le recensement du Canada de 2021, la population d'Hamilton est de 569 353 habitants. La région métropolitaine de recensement d'Hamilton, qui englobe Hamilton, Grimsby, Stoney Creek, Burlington, Ancaster, Dundas, Flamborough et Glanbrook, compte 785 184 habitants.
La ville est située à environ 45 kilomètres de Toronto, au cœur de la région du Fer à cheval doré.

## Description
La ville est surnommée  « Steeltown » (ville d'acier), ou « the Hammer » (le marteau) — en lien avec ses activités sidérurgiques — et « Ambitious City » (ville ambitieuse), un ancien surnom qui, à l'origine, se voulait condescendant.
Le secteur de la sidérurgie employait près de 80 000 personnes en 2003 — principalement les entreprises Stelco et Dofasco. Depuis les années 2010, le secteur des soins de santé et des services sociaux a pris le dessus et emploie aujourd'hui 13,7 % de la main-d'œuvre hamiltonienne. L'Hamilton Health Sciences (HHS) est désormais le premier employeur de la ville. Les secteurs de l'éducation, du gouvernement, des services et de la technologie continuent de se développer, tandis que le secteur industriel poursuit son déclin depuis la fermeture de Stelco en 2013.
Hamilton compte parmi ses attractions locales le Musée du patrimoine des avions de guerre canadiens, le Château Dundurn, les Jardins Botaniques Royaux, ainsi que le Temple de la renommée du football canadien.

## Histoire

### Héraldique
| L'écu de Hamilton se blasonne ainsi : D'or au tourteau d'azur chargé d'une quintefeuille d'or, entouré d'une chaîne composée de six grands maillons chacun joint par trois petits maillons d'azur. |

### Jusqu'en 1913
La confédération iroquoise (ou les Cinq -plus tard Six- Nations) est la première à occuper le territoire actuel de Hamilton. Des explorateurs français visitent la région en y passant, mais la colonisation européenne ne débute que lorsque les loyalistes arrivent durant la Guerre d'indépendance américaine et la Guerre de 1812. Lors de ce dernier conflit, les britanniques défont les envahisseurs américains à la bataille de Stoney Creek, dans ce qui est aujourd'hui Hamilton.
Immédiatement après la guerre, en 1815, George Hamilton fonde une ville dans le comté de Barton qui dépasse finalement les villes rivales comme Dundas. Hamilton est reconnue en 1833 comme village partiellement autonome puis comme ville en 1846.
Hamilton est le chef-lieu du comté de Wentworth auquel elle appartient depuis sa création en 1816. En 1851, le comté obtient sa composition finale de municipalités : Ancaster, Barton, Beverly, Binbrook, East Flamborough, West Flamborough, Glanford et Saltfleet.
Dans la deuxième moitié du XIXe siècle, Hamilton finit par être identifié (et s'auto-identifier) à l'industrie lourde, se surnommant la Ville Ambitieuse et le Birmingham du Canada. Elle devient un foyer du militantisme ouvrier, et en 1872 elle est le berceau du Nine-Hour Movement, mouvement qui, comme son nom l'indique, revendique la limitation universelle de la journée de travail à neuf heures.
L'accès facile au calcaire en provenance de l'escarpement de Niagara, au charbon de la région des Appalaches, au minerai de fer du bouclier canadien et la proximité des marchés d'exportation à travers le système des Grands Lacs et du Saint-Laurent fait de Hamilton une ville importante pour la production du fer et de l'acier. Plusieurs aciéries fusionnent pour former la Steel Company of Canada en 1910 et la Dominion Steel Casting Company en 1912.

### De 1914 à 1945
Les Hamiltoniens participent à la Première Guerre mondiale en tant que combattants, mais à cause des plans de mobilisation du Colonel Sir Sam Hughes pour la Force expéditionnaire canadienne, il n'y a pas de batailles majeures associées purement aux Hamiltoniens. Vu les demandes croissantes (motivées par la guerre) des gouvernements canadien et britannique en acier, armes, munitions et textiles, le secteur industriel connaît un essor. Certains manufacturiers profitent de la situation, mais en général les Hamiltoniens sont solidaires.
Après la Grande Guerre, c'est la construction des écoles qui monte en flèche, dont le Memorial School, Allenby School et Earl Kitchener School. Durant les années 1920, des centaines de blocs à appartements de trois ou quatre étages et de 6 à 10 unités poussent un peu partout dans la ville, surtout dans l'est de la ville. La Grande Dépression des années 1930 frappe dur à Hamilton, avec le déclin simultané et prolongé de la consommation domestique et du commerce international en biens industriels finis et en matériaux de construction.
Lorsque se déclare la Seconde Guerre mondiale, les Hamiltoniens — comme la plupart des Canadiens — accueillent la montée de la demande économique mais pas sa cause. Dans cette guerre, l'Armée canadienne mobilise ses unités militaires recrutées territorialement. En conséquence, Hamilton perd des centaines de jeunes hommes en un seul jour en 1942, lorsque le Régiment royal d’infanterie légère d’Hamilton est anéanti à Dieppe.

## Géographie et climat
Hamilton est située à l'extrémité occidentale de la péninsule de Niagara et du lac Ontario ; la plus grande partie de la ville, incluant le centre-ville, sont sur la rive sud. Se trouvant au centre géographique du Golden Horseshoe, la ville est approximativement à mi-chemin entre Toronto et Buffalo. Les deux caractéristiques majeures sont la Baie de Burlington, marquant la limite septentrionale de la ville, et l'escarpement de Niagara qui traverse toute la largeur de la ville, séparant la ville en deux sections, la haute-ville et la basse-ville.

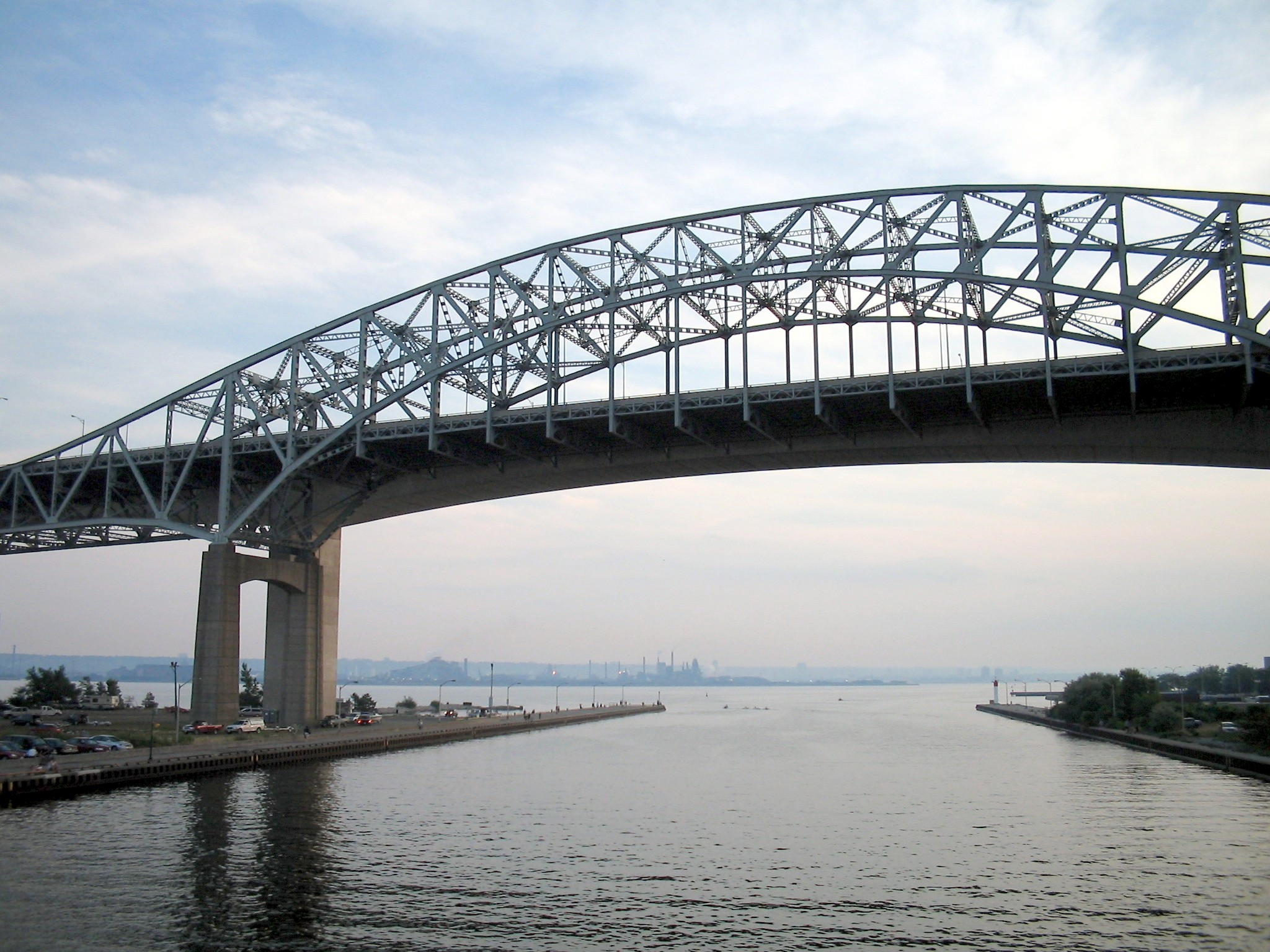
The Burlington Bay Skyway.

La baie de Burlington (Hamilton Harbour) est un port naturel avec une grande barre de sable appelé le Beachstrip. Cette barre de sable a été déposée durant une période où les niveaux de l'eau des lacs étaient plus élevés au cours de la dernière ère glaciaire, et s'étend vers le sud-est à travers le centre de la basse-ville vers l'escarpement. Le port de mer de Hamilton est accessible par navire à travers le Beachstrip dans le port et est traversé par deux ponts, le Skyway Bridge et le Canal Lift Bridge, plus bas. Le port de Hamilton est l'un des ports maritimes les plus importants au Canada. L'autorité du port de Hamilton gère ce port industriel.
L'escarpement est, à plusieurs endroits, un mur vertical de marne calcaire de 100 mètres de hauteur avec plusieurs chutes et ruisseaux qui en tombent, incluant Stoney Creek, Red Hill Creek, Grindstone Creek, Spencer Gorge Waterfall et Chedoke Creek, qui s'écoulent par-dessus l'escarpement et dans la baie. Les nombreuses cascades d'eau à l'intérieur des limites de la ville de Hamilton ont récemment inspiré l'industrie touristique locale à publiciser la ville comme la « Ville des Cascades » (City of Waterfalls). Au moins vingt chutes et cascades coulent sur le Mont Hamilton sur le territoire municipal. En moyenne, la montagne est à 4 à 5 km de la côte du lac Ontario et fournit des vues spectaculaires de la ville et du port. À l'extérieur de la ville cette particularité géographique est appelée Hamilton Mountain ; les résidents locaux l'appellent simplement « la montagne ». La « montagne » est en fait un escarpement. La portion de Hamilton fait partie de l'Escarpement du Niagara, qui s'étend de l'ouest de l'État de New York à la baie Georgienne. Il s'agit du plus long escarpement au monde.
Le climat de Hamilton est de type continental humide et relativement tempéré en comparaison avec le reste du Canada. La température moyenne en janvier est de -3,6 °C, mais se tient souvent juste au-dessus du point de congélation, créant des conditions de neige fondue lorsqu'il neige. Il tombe en moyenne 113 cm de neige par hiver, mais les quantités varient énormément d'année en année. La température moyenne en juillet (la moyenne du jour et de la nuit) est de 22,5 °C et le taux d'humidité est habituellement élevé au milieu de l'été. Les températures s'élevant à plus de 30 °C avec une valeur humide bien au-delà de 40 sont la norme du mois de mai jusqu'en octobre.
On peut noter que le climat de la basse-ville est en général beaucoup plus abrité et tempéré que sur « la montagne » (la haute-ville), où la saison agricole est plus courte et où on est plus vulnérables aux bourrasques de neige en hiver. Ce n'est guère inhabituel pour les résidents de la basse-ville de quitter leurs quartiers sans neige et de se faire surprendre, en arrivant en haute-ville, par une épaisse couche de neige fraîche. L'escarpement affecte également la météo estivale ; des inversions de température peuvent rendre le centre-ville beaucoup plus chaud, et souvent une inversion se combinera à la barrière physique de l'escarpement pour retenir le smog dans la région du centre-ville, réduisant parfois la visibilité à moins de 2 km.
Les pluies estivales peuvent être abondantes mais de façon générale, les phénomènes météorologiques sévères sont rares. Une exception à noter arriva le 9 novembre 2005 ; une tornade endommagea des centaines de maisons et souleva le toit du gymnase du Lawfield Middle School, blessant deux écoliers et compromettant l'intégrité structurelle de l'école. Environnement Canada a par la suite confirmé qu'une tornade F1 avait frappé la région ; c'est la date la plus tardive dans l'année qu'une tornade confirmée s'est produite au Canada.

## Démographie
Selon le recensement de 2001, près du quart de la population de la région métropolitaine d'Hamilton était née à l'étranger, faisant de Hamilton la ville canadienne avec la troisième proportion de citoyens nés à l'étranger après Toronto (44 %) et Vancouver (38 %).
Hamilton est surtout peuplée de personnes d'origine ethnique blanche : 90,7 % ont des origines britanniques, et il y a bon nombre d'habitants d'origine italienne, allemande, roumaine, française, hongroise, polonaise, portugaise, européenne orientale (surtout serbe) qui s'y sont établis durant l'essor industriel du début du XXe siècle. La partie est de la ville contient une communauté signifiante et toujours grandissante d'origine indienne.
Parmi ses communautés, Hamilton compte une francophonie importante et active, pour laquelle les services provinciaux et fédéraux sont offerts en français (sur demande). Selon les dernières statistiques, la communauté francophone s'est accrue de 50 % entre 2006 et 2011 à Hamilton, et sur le territoire de la ville, 45 000 habitants déclarent avoir une bonne connaissance des deux langues officielles du Canada (français et anglais), parmi lesquelles 13 000 personnes ont le français comme langue maternelle. La communauté franco-ontarienne de Hamilton dispose de deux conseils scolaires (le Conseil scolaire Viamonde et le Conseil scolaire de district catholique Centre-Sud), cinq écoles complètement francophones (deux écoles secondaires et trois écoles élémentaires), un centre de santé communautaire qui fait partie du réseau RLISS (Centre de santé communautaire Hamilton/Niagara), un centre culturel (Centre français Hamilton), trois garderies francophones, un centre d'emploi francophone subventionné par la province (Options Emploi), un collège communautaire pour le post-secondaire (Collège Boréal), un organisme communautaire qui soutient le développement de la communauté francophone à Hamilton (ACFO Régionale Hamilton).
Une immigration francophone importante contribue également au développement de la francophonie locale. Les trois pays d'immigration francophone les plus importants sont : la France, Haïti, et la République Démocratique du Congo.
Les pays d'origine les plus communs pour les nouveaux immigrants à Hamilton en 2001 étaient : la Yougoslavie, la Pologne, l'Inde, la République populaire de Chine, les Philippines, l'Irak, et la Bosnie-Herzégovine. Environ 8 % des immigrants des années 1990 ont déclaré la Yougoslavie comme pays de naissance.

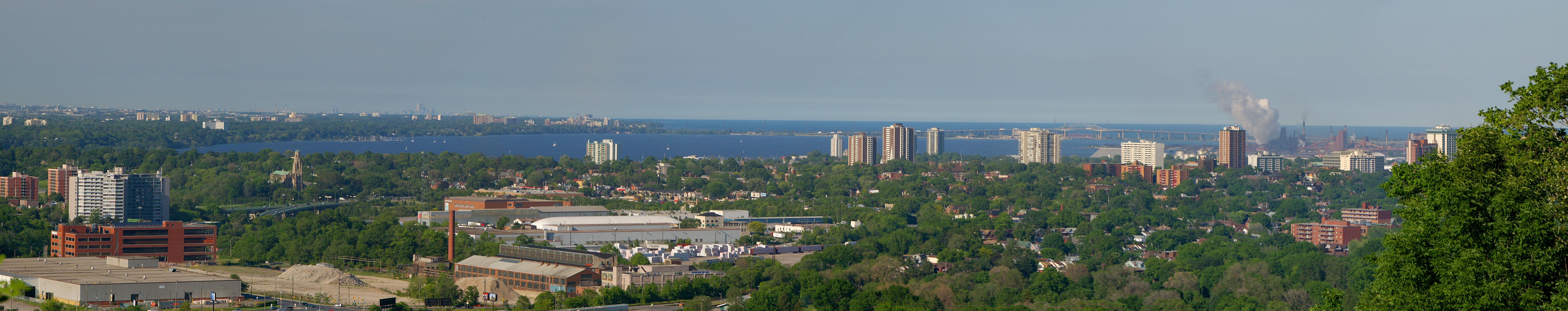
Vue panoramique d'Hamilton.

Les estimations de 2001 donnaient une population de 714 900 personnes résidant à Hamilton, dont 48,8 % d'hommes et 51,3 % de femmes. Les enfants de cinq ans et moins comptaient pour 5,8 % de la population résidente de Hamilton, pour 5,8 % de l'ensemble de la population ontarienne et 5,5 % pour l'ensemble de la population canadienne.
En 2001, 14,2 % de la population d'Hamilton avait atteint l'âge de la retraite (65 ans et plus), en comparaison avec 13,2 % pour tout le Canada ; donc, l'âge moyen est de 37,8 années pour 37,6 pour tout le Canada.
De 1996 à 2001, la population de Hamilton a crû de 6,1 %, une croissance identique à celle de l'ensemble de la population de l'Ontario. La densité de population de Hamilton était de 482,9 personnes par kilomètre carré, pour 12,6 pour tout l'Ontario.
À l'époque du recensement de 2001, la population de la ville de Hamilton comptait 490 268 personnes, et la région métropolitaine de Hamilton en comptait 662 401. La population totale de l'Ontario était de 11 410 050 personnes.

### Groupes religieux
Le christianisme est la religion dominante à Hamilton. Le protestantisme devance de justesse le catholicisme ; toutefois, le catholicisme romain s'est renforcé principalement à cause de la croissance des populations de l'Europe de l'Est et des Philippines.
- Protestants : 37 %
- Catholiques romains : 35,4 %
- Autres chrétiens : 5 %
- Musulmans : 1,9 %
- Bouddhistes : 0,6 %

### Ville et banlieues
Le centre-ville s'est développé (et se trouve toujours aujourd'hui) autour du Parc Gore et l'intersection des rues King et James. Le centre-ville de Hamilton s'étend de la base de la montagne vers le nord jusqu'à la rue Barton, à l'ouest jusqu'à la rue Dundurn, et à l'est jusqu'à approximativement la rue Wentworth ou l'avenue Sherman. Hamilton-ouest (c'est-à-dire le secteur occidental de la ville) commence à la rue Dundurn. Hamilton-est (secteur oriental) commence approximativement à la rue Ottawa ou l'avenue Kenilworth. Hamilton-nord (secteur septentrional) commence à la rue Barton, où la voie ferrée du Chemin de fer Canadien National (CN).
Comme les limites de la ville prenaient de l'expansion pour inclure la montagne, le rétronyme pour la partie de la ville sous l'escarpement est devenu la Basse-Ville (souvent simplement appelé downtown). La ligne de division est/ouest pour la montagne est la rue Upper James, et la ligne de division est/ouest pour la basse-ville est la rue James. Le secteur méridional de la montagne commence approximativement au chemin Limeridge ou l'autoroute Lincoln M. Alexander.
Les anciens quartiers de Hamilton-Wentworth Region sont : Stoney Creek, Dundas, Flamborough, Ancaster et le canton de Glanbrook. Ils ont gardé leurs noms sous le nouveau gouvernement municipal de la ville fusionnée de Hamilton. Localement, on appelle ces quartiers les « banlieues » de Hamilton.
| 2001    | 2006    | 2011    | 2016    | 2021    |
| ------- | ------- | ------- | ------- | ------- |
| 490 268 | 504 559 | 519 949 | 536 917 | 569 353 |

## Gouvernement et politique
Sur la scène politique, Hamilton est connue pour avoir produit des personnalités politiques de gauche très colorés — par exemple, la carrière polarisante et erratique de Sheila Copps. Sur le plan local, les plus grands événements politiques comprennent la fusion controversée de Hamilton avec ses banlieues en 2001 et la destruction d'espaces verts autour de la vallée Red Hill pour laisser la place à l'autoroute Red Hill Creek.

### Politique municipale
Hamilton est dotée d'une charte de ville depuis 1846. En 1974, Hamilton se combine avec le comté de Wentworth et les autres municipalités et cantons de ce dernier pour former la fédération municipale à deux paliers appelée Municipalité régionale de Hamilton-Wentworth. Certaines parties de l'ancien comté ont été rattachées à Burlington et Cambridge.
L'ancienne ville de Hamilton était représentée au conseil régional par un conseiller pour chacun de ses districts ; les autres municipalités l'étaient par leurs maires et un conseiller régional additionnel chacune. Le président régional était nommé par le gouvernement de l'Ontario plutôt que par les résidents ou les conseillers régionaux. Après une campagne réussie pour rendre le poste électif, le débat est devenu caduc à cause de la fusion municipale en 2001.
Les pouvoirs municipaux étaient distribués ou partagés en alternance par la ville et le comté. Par exemple, la ville et le comté ont gardé leurs conseils scolaires distincts, tandis que les services de police et les services sociaux sont devenus des responsabilités régionales, et le service de pompiers et l'octroi de licences aux entreprises sont demeurés des responsabilités de second palier.
En 2001, l'ancienne région de Hamilton-Wentworth à deux paliers fut fusionnée dans une ville à palier unique appelée Hamilton, d'après le nom de la plus grande ville de la région. Les nouvelles limites des districts coïncident presque exactement avec les limites des anciens districts de l'ancien Hamilton et des anciennes limites municipales de ses banlieues.
Comme dans la plupart des villes ontariennes, les maires et conseillers municipaux sortants ont tendance à se faire réélire lors d'élections municipales marquées par de faibles taux de participation. Dans les années 1940, le conseil municipal de Hamilton fut présidé par Sam Lawrence, un ouvrier syndiqué qu'on surnommait le « maire ouvrier ». Toutefois, la plupart du temps, des modérés de centre-droit ou de centre-gauche — tels que Lloyd D. Jackson dans les années 1960 et Robert Morrow dans les années 1980 — président au conseil.
Victor (Vic) Copps était un maire populaire de centre-gauche dans les années 1970. En participant à la course Around the Bay Race en 1976, il fut victime d'une attaque cérébrale qui le laissa handicapé en permanence. Son épouse Geraldine Copps a servi en tant que conseillère municipale après cet évènement malheureux. Le Copps Coliseum est ainsi nommé en son honneur plutôt qu'en celui de sa fille, Sheila Copps.

### Politique provinciale
Hamilton a traditionnellement été représenté par quatre à six députés provinciaux à l'Assemblée législative de l'Ontario. Le Vieux-Hamilton a toujours été soupçonneux de son plus grand voisin la capitale provinciale Toronto, et est réputé pour son haut taux de syndicalisation. Ces facteurs se sont combinés pour faire élire des députés de gauche et issus de la classe ouvrière, souvent du Nouveau Parti démocratique ou du Parti libéral, dont plusieurs ont acquis une certaine notoriété (à défaut d'obtenir le pouvoir) à l'extérieur de Hamilton.
La députée libérale Lily Munro fut impliquée dans le scandale Patti Star qui a contribué à la défaite électorale du premier ministre David Peterson en 1990. Habituée à être sous-représentée à Queen's Park, la vieille ville de Hamilton s'enorgueillit du fait que chacun de ses trois députés étaient ministres dans le gouvernement néo-démocrate de Bob Rae dans les années 1990.
Faisant contraste, les anciennes banlieues et secteurs ruraux du vieux Hamilton votent le plus souvent pour des représentants moins radicaux (et moins notoires) du Parti progressiste-conservateur, incluant des députés d'arrière-banc dans le gouvernement de Mike Harris. La fusion forcée de Hamilton imposée par le gouvernement Harris était hautement controversée parmi les électeurs urbains et des banlieues de Hamilton. Le gouvernement a également modifié la carte électorale provinciale pour que les limites et les noms des circonscriptions provinciales coïncident avec les circonscriptions fédérales, réduisant le nombre de représentants de Hamilton à Queen's Park à un député.

### Politique fédérale
Le premier ministre progressiste-conservateur John Diefenbaker a nommé Ellen Fairclough au poste de secrétaire d'État en 1957, faisant d'elle la première femme nommée au Cabinet du Canada. Un édifice du gouvernement provincial au centre-ville est nommé en son honneur.
John Munro, un ministre libéral de l'ère Trudeau et, pour un temps, époux de Lily Munro, fut le sujet d'insinuations politiques et d'allégations criminelles qui furent finalement rejetées après une enquête de la Gendarmerie royale du Canada (GRC). Il est arrivé quatrième lors de la première élection à la mairie de la nouvelle ville fusionnée de Hamilton. L'aéroport international de Hamilton a été rebaptisé en son honneur.
Le premier ministre progressiste-conservateur Joe Clark a nommé Lincoln Alexander, le premier député canadien Noir, au poste de ministre du Travail dans son gouvernement éphémère. Alexander est plus tard devenu lieutenant-gouverneur de l'Ontario, une autre première pour les noirs en Ontario et au Canada. Ironiquement pour un homme qui n'a jamais appris à conduire, l'autoroute Mountain est-ouest fut nommée en son honneur.
Sheila Copps, fille de Victor et Geraldine, fut candidate libérale, d'abord pour la législature ontarienne et puis pour la Chambre des communes, où elle a représenté Hamilton East de 1984 à 2004. Elle fut une des membres dirigeantes du fameux Rat Pack lorsque les libéraux étaient dans opposition jusqu'en 1993. Elle était une partisane convaincue de Jean Chrétien et a occupé plusieurs postes lorsqu'il était premier ministre, dont celui de Vice-premier ministre du Canada. Lorsque Paul Martin succéda à Chrétien, elle fut exclue du cabinet et fut défaite dans la campagne à la nomination par Tony Valeri lorsque sa circonscription fut redessinée.
Dans l'élection fédérale canadienne de 2006, les trois principales circonscriptions urbaines furent remportées par les candidats néo-démocrates Wayne Marston, David Christopherson et Chris Charlton. Les deux circonscriptions à prédominance rurale furent toutes deux remportées par les candidats conservateurs David Sweet et Dean Allison.

## Éducation
L'école privée Columbia International College, comptant environ 1 800 étudiants originaires de plus de 70 pays, est située dans le quartier d'Ainslie Wood.

## Économie et environnement

### Économie industrielle et environnement
Dans les années 1940, le coût écologique de la pollution avait causé beaucoup de tort à Hamilton : des métaux lourds rendaient les poissons de la baie immangeables, la pollution de l'air rendait la respiration difficile et les décharges industrielles contaminaient les terres. Les gens reconnaissaient l'existence du problème, mais deux décennies de dépression économique et de guerre leur avaient laissé peu d'appétit pour faire face aux investissements coûteux et aux changements sociaux nécessaires pour y remédier.
Après la guerre, les anciens combattants reviennent dans les usines juste à temps pour voir la grève qui a vu la fondation du Local 1005 des métallos chez Stelco, une des quatre grèves majeures en 1946. La paix ouvrière garantie par la Formule Rand, établie par le juge Ivan Rand lorsqu'il a réglé la grève chez Ford à Windsor, permit à l'économie industrielle de croître. Studebaker s'établit à Hamilton en 1940, fermant ses portes en 1966 alors qu'il était la dernière usine d'automobiles en ville.
Malgré la perspective optimiste que laissait entrevoir le boom économique des années 1960, des signes de trouble étaient à l'horizon. Le fiasco de curage de la baie (avec scandale politique assorti) et des rapports faits par la Commission mixte internationale révèlent que quelques décennies de pollution supplémentaire avaient pratiquement anéantis l'environnement marin.

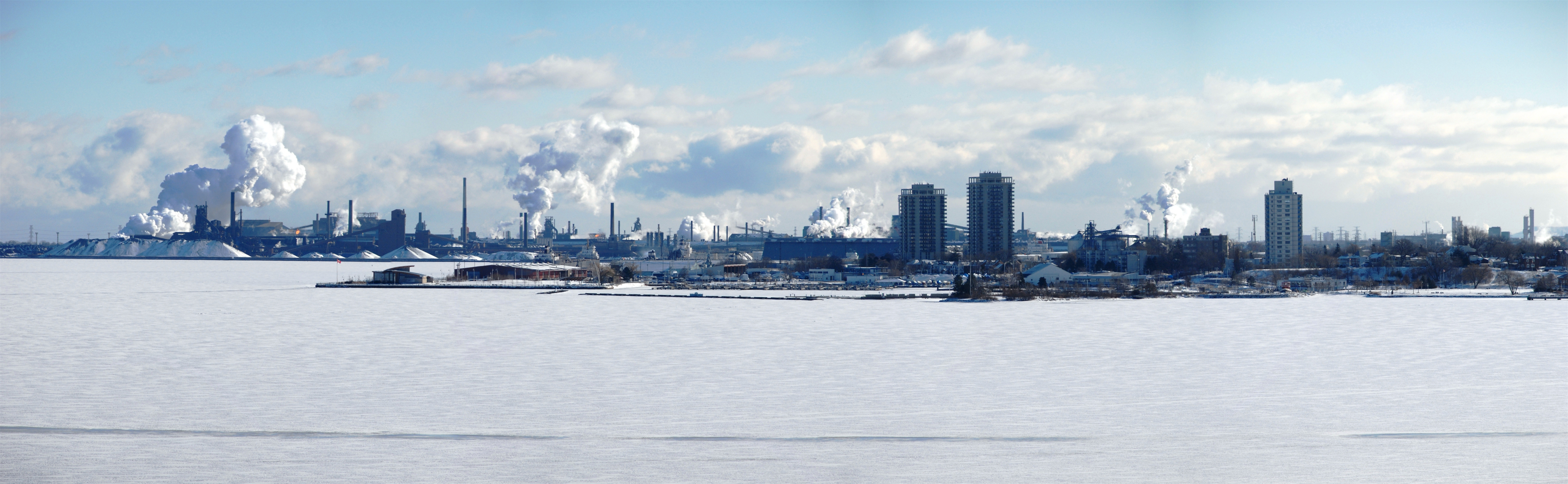
Fumée sortant des cheminées de l'industrie lourde d'Hamilton.

Au début des années 1980, Hamilton entre dans la récession économique que connaissent alors la plupart des villes d'acier des pays développés (comme Bethlehem en Pennsylvanie) mais survit assez bien. Toutefois, quelques grèves chez Stelco marquées par l'amertume n'aident en rien les affaires. Les jours de l'industrie lourde étaient désormais comptés.
Au cours de la dernière décennie, l'industrie lourde de Hamilton a atteint un niveau stable ; Stelco a retrouvé sa rentabilité récemment, et Dofasco (non-syndiqué) est l'aciérie la plus rentable au monde. La Hamilton Harbour Commission continue à rapporter une croissance du commerce marin. La décroissance de l'activité industrielle et des meilleures mesures de contrôle de la pollution ont eu pour effet d'accroître la qualité de l'eau et de l'air et de permettre à Hamilton de mieux mettre en valeur ses attributs naturels. Toutefois, pour ceux qui dépendent du secteur industriel, les perspectives sont moins bonnes.
Hamilton demeure toujours la capitale canadienne de l'industrie lourde. Le nord et l'est de Hamilton (connectés par la rue Burlington) constituent la plus grande concentration industrielle dans une même province — l'Ontario, qui est également le plus grand centre manufacturier du pays.

### Économie culturelle
À mesure que l'économie industrielle s'affaiblit, l'économie locale s'est beaucoup diversifiée par la force de la nécessité. Toutefois, ce processus fut rendu possible grâce à des décisions prises aussi tôt que les années 1930.
Les tentatives d'établir des activités économiques culturelles furent couronnées de succès.

### Autre
La croissance de l'éducation post-secondaire — annoncée par l'arrivée de l'Université McMaster en 1930 et la fondation du Mohawk College en 1967 — a mené à la création directe et indirecte de nombreux emplois en éducation et recherche. L'ajout d'une école médicale à McMaster à la fin des années 1960 s'appuyait à tel point sur le système de santé local que le secteur de la santé a dépassé le secteur industriel comme premier employeur de la région. Un campus de recherche massif pour l'Université McMaster, appelé le Innovation Centre, est en développement près de Westdale.
Une collaboration entre un joueur canadien de hockey sur glace (Tim Horton) et un policier à la retraite (Ron Joyce) voit le jour en 1964, au 64 rue Ottawa Nord. Après la mort prématurée du hockeyeur en 1974, le plan d'expansion ambitieux de Ron Joyce fait de Tim Hortons un énorme succès commercial en vendant des beignets et du café. Le cofondateur vendra l'entreprise à l'empire du fast-food Wendy's en 1995 tout en conservant la direction, combien active, de toutes les succursales canadiennes.
Hamilton n'est pas épargné par l'enthousiasme pour le renouveau urbain qui prend possession de la plupart des villes de l'Amérique du Nord dans les années 1960 et 1970. Des édifices historiques, incluant l'ancien hôtel de ville et le marché des fermiers, sont détruits pour faire place à des rues plus larges, davantage de stationnements et de grands centres d'achats. La prépondérance des rues à sens unique et des feux de circulation synchronisés, récemment revus et légèrement modifiés, a vu le jour juste avant cette période.
Hors du secteur industriel, une récession brutale, de la fin des années 1980 jusqu'au milieu des années 1990, combiné à la tendance accélérée à la relocalisation de l'activité commerciale vers les banlieues moins dispendieuses, ont dévasté le noyau du centre-ville, ainsi que bien des petites et moyennes entreprises. Parmi les tentatives plus ou moins réussies de faire revivre le district central des affaires, notons la restauration de la fontaine de Gore Park, la conversion proposée des immeubles à bureaux vacants en condominiums et l'ouverture à la circulation dans les deux sens sur certaines rues de centre-ville pour la première fois en un demi-siècle.
Les projets verts de Hamilton, entrepris depuis les années 1990, ont connu un plus grand succès et ont eu un impact plus profond sur la ville : les Lax Lands sur Bay Street North ont été transformés en un parc pittoresque, la remédiation environnementale a débuté dans les marais de Cootes Paradise dans l'ouest de Hamilton, un sentier reliant ces deux endroits fut construit, et des voies de chemin de fer abandonnées furent converties en sentiers à usages multiples.

## Transport
La ville est desservie par la ligne Lakeshore West de trains de banlieue GO Transit. La gare Hamilton GO Centre a été reconnue comme lieu historique national du Canada, et dessert la banlieue. La société municipale de transport en commun est Hamilton Street Railway, qui gère le réseau de lignes de bus de la ville.

## Sports
| Club                   | Sport             | Ligue                              | Équipement sportif  | Année de création | Titres nationaux |
| ---------------------- | ----------------- | ---------------------------------- | ------------------- | ----------------- | ---------------- |
| Forge FC               | Football (soccer) | Première ligue canadienne          | Terrain Tim Hortons | 2019              | 4                |
| Tiger-Cats de Hamilton | Football canadien | Ligue canadienne de football       | Terrain Tim Hortons | 1950              | 8                |
| Toronto Rock           | Crosse en salle   | Ligue Nationale de Crosse en salle | FirstOntario Centre | 1998              | 6                |

### Football canadien
Hamilton possède une équipe de football canadien, les Tiger-Cats de Hamilton, qui évoluent au sein de la Ligue canadienne de football.

### Football (soccer)
Le club de football de la ville, Forge FC, est lancé en juillet 2018, et évolue en Première ligue canadienne (PLC) depuis 2019. Le club est quadruple champion de la PLC, ayant remporté deux titres consécutifs en 2019 et 2020, puis en 2022 et 2023.
Hamilton a également accueilli les Hamilton Steelers de la Ligue canadienne de soccer entre 1982 et 1992.

### Crosse en salle
Le Rock de Toronto, une équipe de crosse en salle, est fondée en 1998 sous le nom d'Ontario Raiders à Hamilton. L'équipe a ensuite été relocalisée à Toronto et rebaptisée " Toronto Rock ". Le 11 mai 2021, l'équipe annonce son retour au FirstOntario Centre de Hamilton, à partir de la saison 2021-22. L'équipe continue de représenter Toronto tout en jouant des matchs à domicile à Hamilton. L'équipe évolue dans la Ligue Nationale de Crosse en salle (National Lacrosse League).

### Hockey sur glace

#### Ligue américaine de hockey (LAH)
Jusqu'en 2015, la ville possédait une équipe professionnelle de hockey sur glace qui évoluait dans la Ligue américaine de hockey, les Bulldogs de Hamilton. Le club est vendu par son propriétaire Michael Andlauer aux Canadiens de Montréal à la fin de la saison 2014-2015. Après cette vente, Andlauer achète les Bulls de Belleville de la Ligue de hockey de l'Ontario pour les transférer à Hamilton et devenir les nouveaux Bulldogs, une équipe de hockey sur glace junior. En 2023, la ville perd de nouveau son équipe, déplacée à Brantford en raison de rénovations au FirstOntario Centre.

#### Ligue nationale de hockey (LNH)
Les Tigers de Hamilton ont joué dans la Ligue Nationale de Hockey (LNH) au début des années 1920 mais ont alors déménagé à New York et l'équipe fut rebaptisée les New York Americans, devenant la première équipe professionnelle de hockey sur glace à jouer au tout nouveau Madison Square Garden.

### Autres sports et événements sportifs
Hamilton a accueilli les championnats du monde de cyclisme sur route en 2003.

## Jumelages
- Flint (Michigan) (États-Unis) depuis 1957 (le premier jumelage américano-canadien)
- Fukuyama (Japon) depuis 1976
- Ma'anshan (Chine) depuis 1987
- Mangalore (Inde) depuis 1968
- Monterrey (Mexique) depuis 1993
- Racalmuto (Italie) depuis 1986
- Sarasota (États-Unis) depuis 1991
- Shawinigan (Québec) depuis 1958
- Valle Peligna (Italie) depuis 1990

## Personnalités liées à la commune

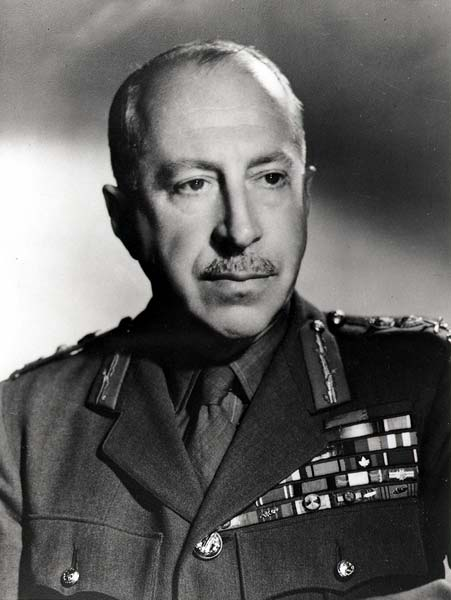
Harry Crerar.

- Dave Andreychuk, joueur de hockey retraité.
- Jodi Boam, athlète professionnelle IFBB.
- David Christopherson, homme politique.
- Harry Crerar, commandant des armées de terre du Canada pendant la Seconde Guerre mondiale
- Ken Dryden, joueur de hockey retraité.
- Ellen Fairclough, première ministre du Canada par Intérim pendant deux jours du 19 au 20 février 1958.
- Andrea Horwath, chef du Nouveau Parti démocratique de l'Ontario.
- Stana Katic, actrice jouant le lieutenant Kate Beckett dans la série Castle, est née à Hamilton le 26 avril 1978.
- Robert Kirkland Kernighan (1854-1926), journaliste et poète dont le quartier de Kernighan est nommé en son honneur
- Kathleen Robertson (née en 1973), actrice.
- Marie Robertson, activiste LGBT.
- Linda Thom (1943-), championne olympique de tir.
- Gordon Michael Woolvett, acteur, né en 1970 à Hamilton.
- Shai Gilgeous-Alexander, basketteur champion NBA, né en 1998 et ayant grandit à Hamilton